# 青岛小港
小港，是位于中华人民共和国山东省青岛市北区胶州湾东岸的一個港口，在中港南侧，开口西向，宽约80米。港内水域面积为3.4万平方米，有南北两道防波堤，其中北防波堤长300米，南防波堤长240米，两堤前端设有昼夜海上航行标志 。